# واقعية دقيقة
الواقعية الدقيقة (بالإنجليزية: Subtle realism)‏ هي موقف فلسفي في العلوم الاجتماعية، إلى جانب أشكال أخرى من الواقعية، تعارض الواقعية الساذجة وأنواع مختلفة من النسبية والشكوكية. المصطلح صاغه مارتين هامرسلي. موضوعها المركزي هو العلاقة بين الباحث والظواهر قيد الدراسة: هل هذه الظواهر وخصائصها مستقلة عن عملية الاستقصاء، أم أن طبيعة ما يتم التحقيق فيه تحددها أو تنظمها أو شكلها البحث؟ تصر الواقعية الدقيقة على أن الظواهر مستقلة، لكن المعرفة بها دائمًا ما يبنيها المحقق؛ بدلاً من، على سبيل المثال، أن تكون مشتقة منطقيًا من انطباعات الحس. كما يؤكد أيضًا أن الاستقصاء الاجتماعي لا يمكنه إعادة إنتاج الظواهر أو التقاط جوهرها، ولكن يمكنه فقط تقديم إجابات لأسئلة معينة عنها.
هناك العديد من مفاهيم الواقعية، مثل الواقعية الميتافيزيقية، الواقعية المعرفية، الواقعية الداخلية، والواقعية النقدية. كما هو الحال مع هذه الأمثلة الأخرى، تتضمن الواقعية الدقيقة تناقضًا مع البدائل المرفوضة، في هذه الحالة ليس فقط مع أشكال مناهضة الواقعية ولكن أيضًا مع الواقعية الساذجة. هذا الأخير هو فكرة أن المعرفة يجب أن تكون نتاجًا مباشرًا للاتصال بين محقق وواقع قائم بشكل مستقل، ويتم هذا الاتصال عبر الحواس أو من خلال بعض الوسائل المباشرة الأخرى. والنتيجة الطبيعية للواقعية الساذجة هي أنه بدون مثل هذا الاتصال المباشر، لن تكون المعرفة ممكنة.